# Кузяновский сельсовет
Кузяновский сельсовет — муниципальное образование в Ишимбайском районе Башкортостана.

## История

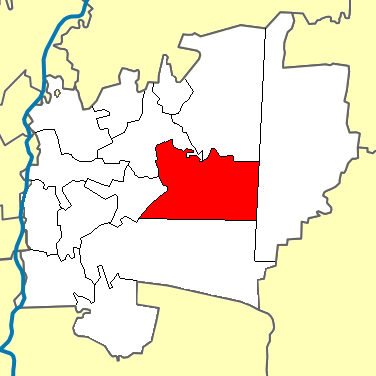
Кузяновский сельсовет на карте Ишимбайского района

Входил в Ильчик-Тимировскую волость Стерлитамакского уезда Уфимской губернии.
Согласно закону «О границах, статусе и административных центрах муниципальных образований в Республике Башкортостан» имеет статус сельского поселения.
Административный центр — село Кузяново.

## Население
| 2002 | 2009  | 2010 | 2012 | 2013 | 2014 | 2015 |
| ---- | ----- | ---- | ---- | ---- | ---- | ---- |
| 974  | ↗1058 | ↘955 | ↘933 | ↘894 | ↘857 | ↘846 |
| 2016 | 2017  | 2018 |      |      |      |      |
| ↘809 | ↘792  | ↘778 |      |      |      |      |

## Состав сельского поселения
| № | Населённый пункт | Тип населённого пункта       | Население |
| - | ---------------- | ---------------------------- | --------- |
| 1 | Кузяново         | село, административный центр | ↘847      |
| 2 | Искисяково       | деревня                      | ↘68       |
| 3 | Кызыл Октябрь    | деревня                      | ↗40       |
| 4 | Рославка         | деревня                      | →0        |

## Экономика
В селе Кузянове имеются 4 частные пилорамы.

## Образование
В Кузянове действует двухэтажная СОШ на 162 учащихся, есть детский сад «Умырзая» и интернат, где воспитываются 12 детей из деревень Искисяково и Кызыл Октябрь.

## Медицина
- Фельдшерско-акушерских пункты в Кузянове и Искисякове.

## Культура
- В Кузянове действует СДК со спортзалом и библиотекой.

## Достопримечательности
- Музей Ахмет Заки Валиди

## Знаменитые жители
- Валидов, Ахмет-Заки (10 декабря 1890 — 26 июля 1970) — политический деятель, лидер башкирского национально-освободительного движения (в 1917—1920 гг), публицист, историк, востоковед-тюрколог, доктор философии (1935), профессор, почётный доктор Манчестерского университета (1967)[12][13]. Ему посвятил спектакль Нажип Асанбаев «Башкир из села Кузян»[14].
- Бахтияров, Анвар Сахибгареевич (10 декабря 1928 — 25 июня 1995) — советский нефтяник, хозяйственный деятель, общественный деятель, изобретатель, заслуженный работник нефтяной и газовой промышленности РСФСР (1989), заслуженный нефтяник БАССР (1976), отличник нефтяной промышленности СССР (1972).
- Зарипов, Нур Талипович (1925—1997) — кандидат филологических наук (1964), заслуженный деятель науки БАССР (1982), заведующий отделом фольклора ИИЯЛ УНЦ РАН (1957-59) (с 1964 г.).